# 4-Metilanisol
4-Metilanisol, para-metilanisol ou p-metilanisol é o composto orgânico de fórmula C8H10O e massa molecular 122,16. É classificado com o número CAS 104-93-8, CBNumber CB0327875 e MOL File 104-93-8.mol. Apresenta ponto de fusão -32°C, ponto de ebulição 174, densidade 0,969 g/mL a 25 °C, ponto de fulgor 128 °F, é levemente solúvel em água e incompatível com oxidantes fortes e combustível. É também chamado de metil-p-cresol, 4-metoxitoluol, p-metoxitoluol, para-metoxitoluol ou metilfenóxido.